# Leo Kocialkowski
Leo Paul Kocialkowski (* 16. August 1882 in Chicago, Illinois; † 27. September 1958 ebenda) war ein US-amerikanischer Politiker. Zwischen 1933 und 1943 vertrat er den Bundesstaat Illinois im US-Repräsentantenhaus.

## Werdegang
Noch in seiner Jugend wurde Leo Kocialkowski zum Vollwaisen. Er besuchte private Schulen und absolvierte einen Kurs für Wirtschaftslehre. Danach arbeitete er in verschiedenen Positionen bei mehreren Geschäften in Chicago. Zwischen 1916 und 1932 war er bei der Verwaltung des Cook County in der Steuerabteilung beschäftigt. Gleichzeitig schlug er als Mitglied der Demokratischen Partei eine politische Laufbahn ein. Im Juni 1928 nahm er als Delegierter an der Democratic National Convention in Houston teil.
Bei den Kongresswahlen des Jahres 1932 wurde Kocialkowski im achten Wahlbezirk von Illinois in das US-Repräsentantenhaus in Washington, D.C. gewählt, wo er am 4. März 1933 die Nachfolge von Stanley H. Kunz antrat. Nach vier Wiederwahlen konnte er bis zum 3. Januar 1943 fünf Legislaturperioden im Kongress absolvieren. Seit 1935 war er Vorsitzender des Ausschusses für insulare Angelegenheiten. Während seiner Zeit im Kongress wurden dort die New-Deal-Gesetze der Bundesregierung unter Präsident Franklin D. Roosevelt verabschiedet. Im Jahr 1935 wurden erstmals die Bestimmungen des 20. Verfassungszusatzes angewendet, wonach die Legislaturperiode des Kongresses jeweils am 3. Januar endet bzw. beginnt. Seit 1941 war auch die Arbeit des Kongresses von den Ereignissen des Zweiten Weltkrieges geprägt.
Im Jahr 1942 wurde Kocialkowski von seiner Partei nicht mehr zur Wiederwahl nominiert. Zwischen 1945 und 1949 war er Mitglied der Civil Service Commission im Cook County. Er starb am 27. September 1958 in Chicago, wo er auch beigesetzt wurde.